# 鳥羽水族館
鳥羽水族館（TOBA AQUARIUM）是一間位於日本三重縣鳥羽市，以世界屈指可數的規模自豪的水族館。一共有12個重現自然環境的區域，並在其中飼養、展示了850種20000隻海洋與河川中的生物。
在該水族館附近，昔日曾建有鳥羽城。

## 歷史
該水族館於1955年5月開始營運，是日本第26間水族館。
當時水族館位於鄰近今址西邊的土地上，由於日感狹窄，便在1990年接受了神鋼電機舊鳥羽工廠用地的土地移轉，也就是今天的所在地。
開幕以後，有許多的家庭造訪該館，據說合計有5000萬人，該館遂以有全日本最多的入館者自豪。2009年8月3日達成了日本第一個累計入館者數5500萬人的目標。而在55周年的2010年3月8日達到了5555萬5555人的入館人數。
作為社會教育設施的該館現在也接受日本文部科學省博物館的指定，致力於學術研究中。
該館也致力於保護、培育有絕種危險而稀少的海洋生物，並有江豚幼獸的誕生、日本第一個海獺第二代的誕生及世界唯一飼養儒艮的記錄等成就。
其創設者為中村幸昭，他現在也是該館的名譽館長。

## 館内區域

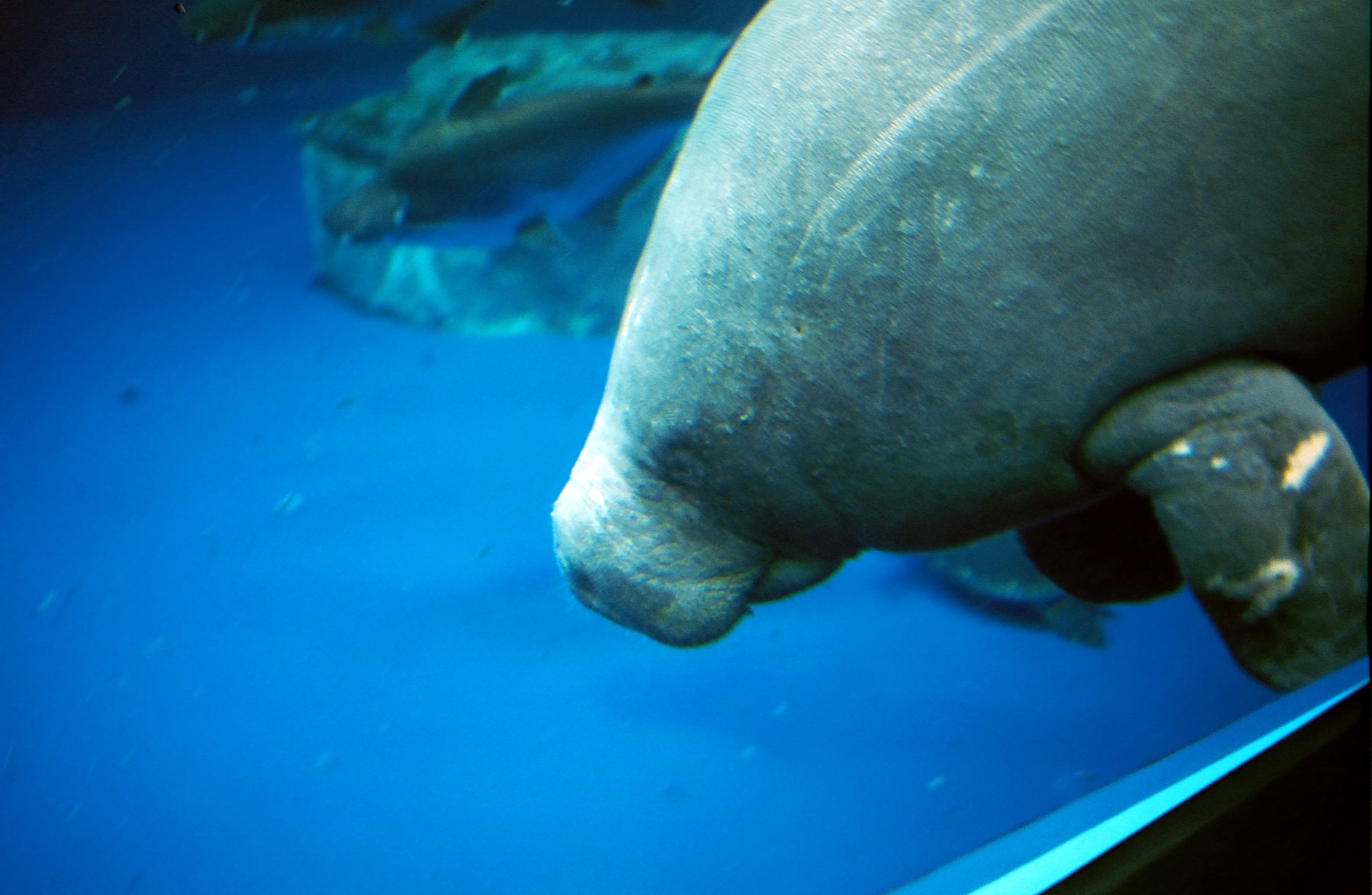
海牛

| 中文名               | 日文名 | 簡介 |
| -------------------- | ------ | --- |
| 表演場區             |        | 可看到受歡迎的海獅們的表演。                                                                                       |
| 海獸王國             |        | 飼育與展示海狗與海豹等「海獸」，即海洋中的哺乳類的地方。                                                           |
| 古代海洋             |        | 展示鱟、鸚鵡螺、肺魚等所謂的活化石。也放映腔棘魚的影片。                                                           |
| 珊瑚礁潛水           |        | 展示熱帶魚、海龜與珊瑚。                                                                                           |
| 伊勢志摩之海/日本海  |        | 展示江豚與螃蟹、鱓等生活在日本近海和伊勢灣的生物。                                                                 |
| 原始森林世界         |        | 介紹海牛與巨骨舌魚等住在亞馬遜河與亞馬遜叢林中的生物。                                                             |
| 森林水邊             |        | 展覽住在水邊的兩棲類與爬蟲類。                                                                                     |
| 美人魚之海           |        | 展示儒艮。 |
| 極地之海             |        | 展示海獺、康氏矮海豚、貝加爾海豹。                                                                                 |
| 日本的河川           |        | 展示櫻鱒等生活在日本的河川的魚。                                                                                   |
| 水中長廊～水中漫步～ |        | 展示漢波德企鵝、亞洲小爪水獺、江獺、海象等生物。                                                                   |
| 螯蝦 Corner          |        | 展示如美國螯蝦、「Cherax destructor（學名）」（ヤビー）、「Cherax tenuimanus（學名）」（マロンロブスター）、日本螯蝦等數種螯蝦的常態展。 |

## 其他
- 在NHK的音樂節目「みんなのうた」中於1986年時播放的歌曲「いたずラッコ」的背景影像裡的海獺便是在鳥羽水族館拍攝的。
- 在第7集「SKE48 成為女兒怎樣！？」綜藝節目內，松井珠理奈擔當了两天鳥羽水族館的飼育員。 (2012年1月3日播放、東海電視台)

## 交通
近畿日本鐵道
近鐵志摩線，中之郷車站正面

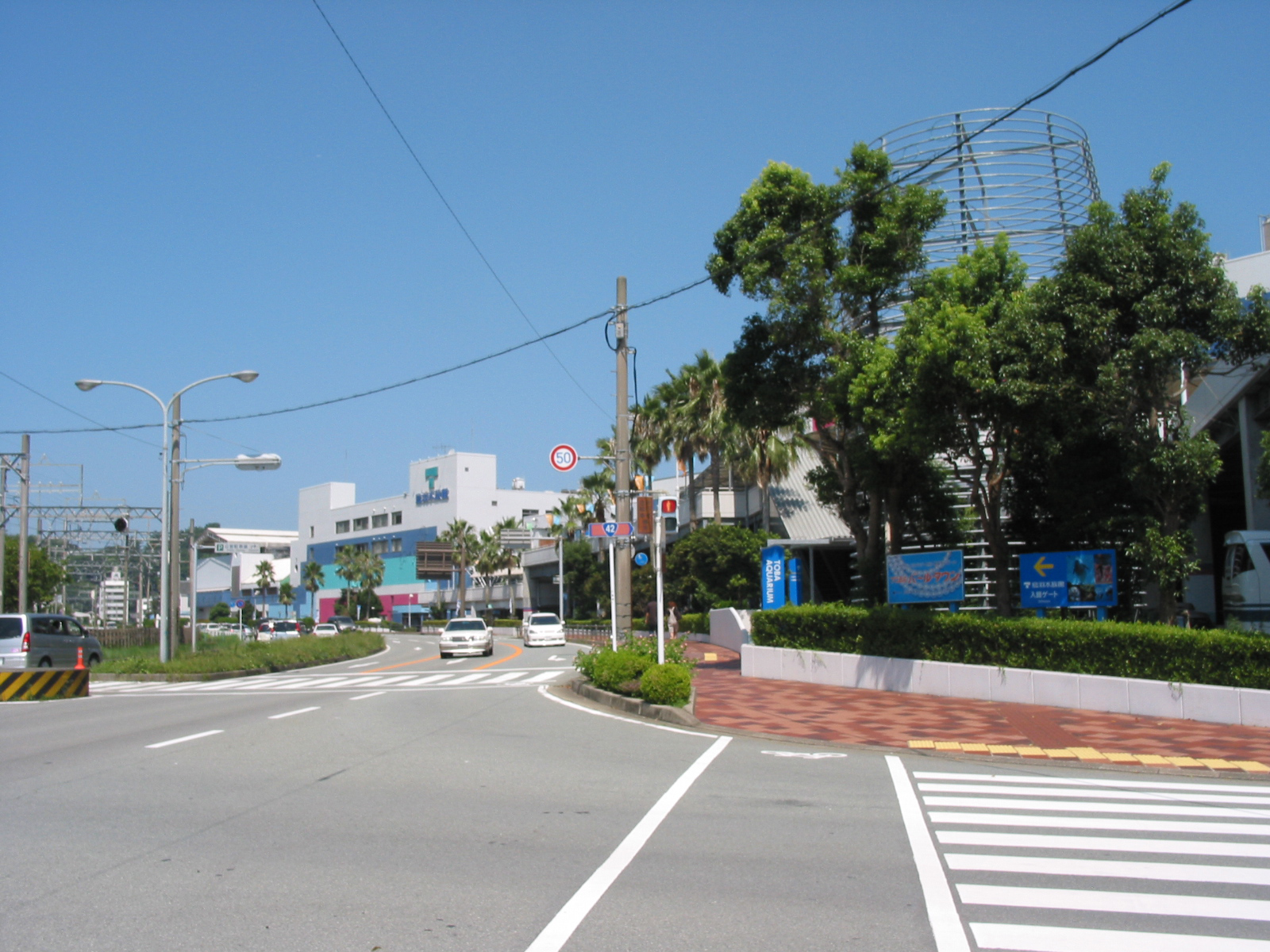
從近鐵中之郷車站拍攝之外觀。

- 由於特急等列車並不停靠，所以在廣告等處中向大眾說請在鳥羽車站下車。

伊勢灣渡輪
：從鳥羽港出發很快便可抵達
自行開車
與可容納400輛小客車的收費停車場「（Aqua Parking）」相鄰。
三重交通（公車、巴士）
CAN bus於「鳥羽水族館」下車。
海鷗巴士（かもめバス）
「鳥羽水族館」下車。

## 外部連結
- 鳥羽水族館（日本語・英語・中国語・韓国語版） （页面存档备份，存于）
- OpenStreetMap上有關183967154  鳥羽水族館的地理

34°28′54″N 136°50′45″E / 34.48167°N 136.84583°E